# Parité politique au Sénégal
La parité politique au Sénégal est une mesure de loi adoptée le 28 mai 2010 par la loi n° 2010-11. Cette loi vise à instaurer une parité absolue entre les hommes et les femmes.

## Contexte de Création
Bien que le Sénégal ait ratifié plusieurs protocoles et conventions, tels que le protocole de la Charte africaine des droits de l’homme du 11 juillet 2003 et la Convention des Nations unies de décembre 1979, tous relatifs à l’élimination de toutes les formes de discrimination à l’égard des femmes, l’égalité entre les hommes et les femmes dans les instances de décision reste un objectif loin d'être atteint. C'est pour remédier à ces insuffisances que l'Assemblée nationale a adopté, lors de sa séance du 14 mai 2010, un projet de loi visant à instaurer une parité absolue entre les hommes et les femmes, puis le Sénat l'a adopté le 19 mai 2010, avant que le président Abdoulaye Wade ne le promulgue le 28 mai 2010.

## Résultats escomptés
Bien que le pays soit loin d'avoir atteint ses objectifs en matière de parité homme-femme, force est de constater que de nombreuses avancées ont été observées dans ce sens. Au regard de certains pays d'Afrique de l'Ouest et du Sahel, le Sénégal fait figure de bon élève en la matière, d'autant que sur les 111 postes ministériels et parlementaires à pourvoir dans ces deux régions, seuls 15 ont été occupés par des femmes. 44% des siéges de l'assemblée ont étés occupé par les femme une premiere dans le pays et voir dans la sous-region. Classement élogieux, classe le pays au 4e rang en Afrique et au 18e rang mondial pour la parité hommes-femmes au Parlement, devant la Suisse, la France, la Grande-Bretagne et les Etats-Unis.